# Shell Energy Stadium
Lo Shell Energy Stadium è un impianto sportivo multifunzione statunitense di Houston. Inaugurato il 12 maggio 2012, ha un capienza di 20656 spettatori.
Il diritto di denominazione è appartenuto alla BBVA USA dal 2012 al 2021, infatti il nome dello stadio è stato BBVA Compass Stadium fino al 2019 e BBVA Stadium tra il 2019 e il 2022. A metà 2021 lo stadio venne rinominato in PNC Stadium, dopo che la PNC Financial Services acquisì la BBVA. Nel gennaio 2023 Shell Energy acquisì il diritto di denominazione, che divenne Shell Energy Stadium.
Il principale operatore dello stadio è lo Houston Dynamo Football Club, quindi è la sede delle partite casalinghe dello Houston Dynamo, militante nella Major League Soccer, e dello Houston Dash, militante nella National Women's Soccer League. Vi sono state disputate varie partite delle nazionali maschile e femminile di calcio degli Stati Uniti, ma anche partite della nazionale maschile di rugby a 15 degli Stati Uniti d'America. Lo stadio è stato anche sede di partite della CONCACAF Women's Gold Cup 2024 e della CONCACAF Gold Cup in varie edizioni.